# Закарпатський мед
Закарпатський мед (мед Закарпаття) — продукт виробництва галузі бджолярства в Україні, що що має статус географічно визначеного продукту в Україні. Свідоцтво видане згідно з Законом України «Про охорону прав на зазначення та походження товарів».
Зона виробництва закарпатського меду охоплює південну частину Карпатських гір, Закарпаття.
Закарпатський мед виготовляється бджолами Карпатської породи (Apis mellifica carnica Ukraina carpatica) через збір та обробку нектару місцевої флори та передгір’я регіону Закарпаття. Збір меду у горах - трудомістка справа, тому важлива співпраця пасічника та бджіл. 
Мед Закарпаття, зібраний бджолами в період цвітіння відрізняється кольором світло-бурштинового до темно-бурштинового, сильним та довгим ароматом, з нотками стиглих фруктів.